# پالمار (سانتاندر)
پالمار (انگلیسی: Palmar, Santander) نام یک منطقه مسکونی در کلمبیا است.